# Lijst van Eurocommissarissen voor Gezondheid
De functie van Europees commissaris voor Gezondheid is sinds het aantreden van de commissie-Santer  (1995) een functie binnen de Europese Commissie. Door de jaren heen heeft de functie verschillende benamingen gekend.

## Voormalige benamingen
- Gezondheidszorg (1995-99)
- Gezondheid (1999-2004, 2010-)
- Volksgezondheid (2004-10)
- Gezondheid en Voedselveiligheid (2019-  )

## Rechtsgrondslag
Artikel 168 lid 1 van het Verdrag betreffende de werking van de Europese Unie luidt als volgt:

Bij de bepaling en de uitvoering van elk beleid en elk optreden van de Unie wordt een hoog niveau van bescherming van de menselijke gezondheid verzekerd. 

Het optreden van de Unie, dat een aanvulling vormt op het nationale beleid, is gericht op verbetering van de volksgezondheid, preventie van ziekten en aandoeningen bij de mens en het wegnemen van bronnen van gevaar voor de lichamelijke en geestelijke gezondheid. 

Dit optreden omvat de bestrijding van grote bedreigingen van de gezondheid, door het bevorderen van onderzoek naar de oorzaken, de overdracht en de preventie daarvan, alsmede door het bevorderen van gezondheidsvoorlichting en gezondheidsonderwijs, en de controle van, de alarmering bij en de bestrijding van ernstige grensoverschrijdende bedreigingen van de gezondheid.
 
 [...]

## Achtergrond

### John Dalli (2010-2012)
In de oorspronkelijke versie van de Europese Dienstenrichtlijn (2006/123), gepubliceerd in januari 2004, vormde de gezondheidszorg een beleidsterreinen binnen die richtlijn. Tijdens de onderhandelingen werd de gezondheidszorg echter als een te controversieel beleidsterrein gezien en verwierf het een uitzonderingspositie middels artikel 2 van de Dienstenrichtlijn. Sinds enkele decennia was het aantal grensoverschrijdende behandelingen echter toegenomen. Om aan deze ontwikkeling gehoor te geven werd in mei 2011 de Europese Patiëntenrichtlijn (2011/24) aangenomen.
De Patiëntenrichtlijn stelt in eerste instantie gemeenschappelijke principes vast waaraan alle lidstaten moeten voldoen. De artikelen 4 en 5 leggen aan respectievelijk het ontvangende land en het uitzendende land bepaalde eisen op met betrekking tot de behandeling. Het zesde artikel verplicht de lidstaten tot de oprichting van nationale contactpunten waar de Europese burgers informatie kunnen verkrijgen over grensoverschrijdende gezondheidszorg. Ten tweede biedt artikel 8 de lidstaten de mogelijkheid om bepaalde behandelingen aan een voorafgaande toestemming te binden. Ten derde verzoekt de Patiëntenrichtlijn tot administratieve samenwerking. Artikel 11 voorziet in de erkenning van recepten uit andere lidstaten. Het veertiende artikel voorziet in de bevordering van e-health, het digitale informatie-uitwisselingsprogramma tussen de lidstaten.

## Commissarissen
|  | Naam                 | Lidstaat  | Nationale partij        | Periode   | Commissies              |
|  | -------------------- | --------- | ----------------------- | --------- | ----------------------- |
|  | Emma Bonino          | Italië    | RI                      | 1995-1999 | Santer                  |
|  | David Byrne          | Ierland   | Onafhankelijk           | 1999-2004 | Prodi                   |
|  | Markos Kyprianou     | Malta     | DK                      | 2004-2008 | Barroso I               |
|  | Androulla Vassiliou  | Malta     | ED                      | 2008-2010 | Barroso I               |
|  | John Dalli           | Malta     | PN                      | 2010-2012 | Barroso II              |
|  | Maroš Šefčovič       | Slowakije | SMER                    | 2012      | Barroso II (waarnemend) |
|  | Tonio Borg           | Malta     | PN                      | 2012-2014 | Barroso II              |
|  | Vytenis Andriukaitis | Litouwen  | LSP                     | 2014-2019 | Juncker                 |
|  | Stella Kyriakidou    | Cyprus    | Dimokratikos Synagermos | 2019-     | Von der Leyen           |